# ジム・ファン・フェッセム
ジム・ファン・フェッセム（Jim van Fessem, 1975年8月7日 - ）は、オランダ・ティルブルフ出身の元サッカー選手。ポジションはゴールキーパー。